# Auguste Desch
Ne doit pas être confondu avec August Desch.
Auguste Desch est un peintre et graveur français né le 18 février 1877 à Nancy et mort le 28 août 1924 à Laxou.

## Biographie

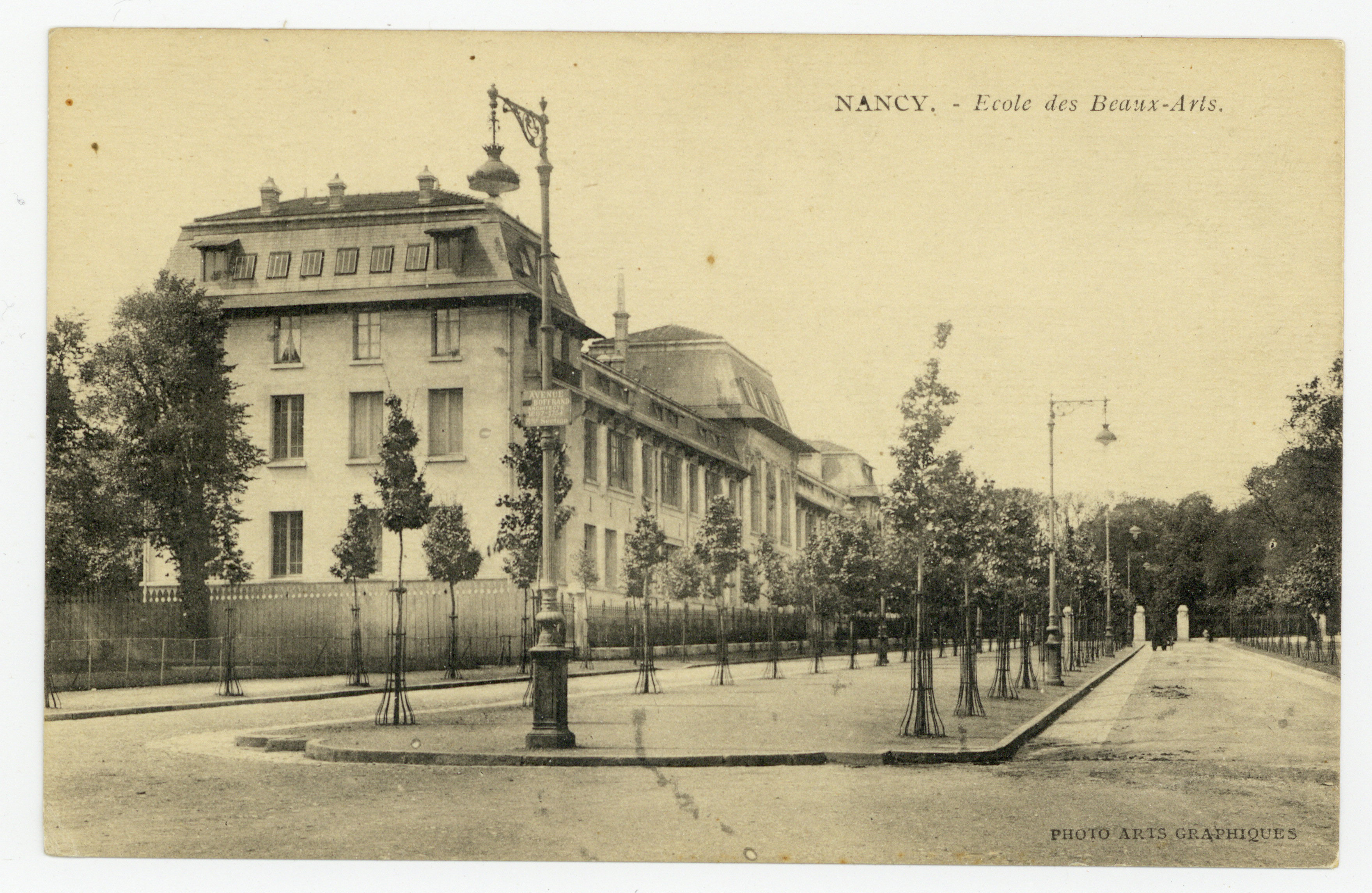
École des beaux-arts de Nancy

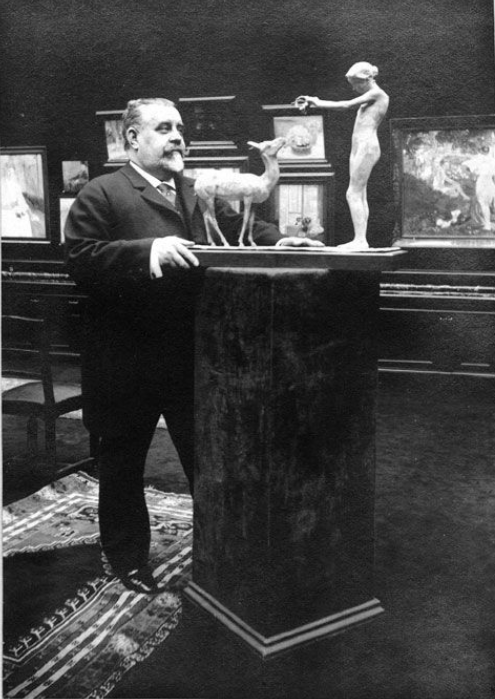
Georges Petit

Auguste Desch est élève de Jules Larcher à l'École des beaux-arts de Nancy, puis de Léon Bonnat à l'École nationale supérieure des beaux-arts de Paris.
Ses envois au Salon des artistes français sont remarqués. Il y obtient une médaille de troisième classe en 1906. En 1908, il présente « un tableau de vastes dimensions représentant Abisag devant le Roi David » où « l'influence de l'École se fait sentir, dans la composition autant que dans le choix du sujet ». On perçoit au Salon de 1909 qu'Auguste Desch « renouvelle complètement sa manière, rompant résolument avec les formules classiques » avec le tableau L'Enfant à la crinoline qui lui vaut cette année-là une bourse de voyage lui offrant de se rendre pour étude en Italie et au Tyrol où il réalise les dessins qui feront à son retour partie d'une exposition personnelle à la galerie Georges Petit. L'Enfant à la crinoline sera exposé à la Exposition universelle de 1915 à San Francisco.
Durant la première Guerre mondiale, avec la découverte de la peinture de camouflage par Louis Guingot, artiste de l'École de Nancy, et par Eugène J.B. Corbin, l'art du camouflage devient une discipline militaire à part entière, basée dans un premier temps à Nancy, ensuite à Toul : « la création de sections de camouflage permet à de nombreux artistes — auxquels la profession ne destinait pas un rôle particulier dans la guerre — de mettre leur talent au service de la France ». C'est le cas de Lucien-Victor Guirand de Scevola, André Dunoyer de Segonzac, Jean-Louis Forain, Henri Royer et Auguste Desch, ce dernier dirigeant un temps l'équipe de camoufleurs installée dans l'arsenal de Toul.
Auguste Desch demeure ensuite en Lorraine, s'installant à Laxou. Vu de Paris, cela ressemble à un retrait du monde de l'art, voire à une sorte de purgatoire : « les salons succèdent aux salons sans envoi de Desch. Il traverse une crise singulière, semblable à celle dont souffrait le peintre Sandoz, mis en scène par Zola dans L'Œuvre » analyse ainsi le quotidien La Presse qui poursuit : « Desch doute de lui-même, n'est plus jamais content de ses efforts, déchire ses esquisses, interrompt le tableau commencé, veut rénover l'art de la gravure par des formules inédites, recommence dans ce but tout un apprentissage, tire lui-même sur une presse quelques vigoureuses figures, s'épuise en vaines recherches, tourmenté de plus en plus par cette inquiétude qui ronge l'âme et obsède la pensée des artistes que leur haute conscience empêche d'être jamais satisfaits ».
Faut-il réellement souscrire à cette vision d'un artiste en désarroi ? Car une tout autre perspective nous est inversement proposée, celle d'un Auguste Desch ami de Jacques Majorelle, de Victor Prouvé et du mécène Eugène J.B. Corbin, ainsi le plus heureusement intégré dans la sphère de l'École de Nancy et « sachant garder sa place dans le cercle des artistes lorrains reconnus ». 
Auguste Desch meurt à Laxou — où une rue porte aujourd'hui son nom — en 1924 et repose au cimetière de Préville à Nancy.

## Expositions

### Expositions personnelles

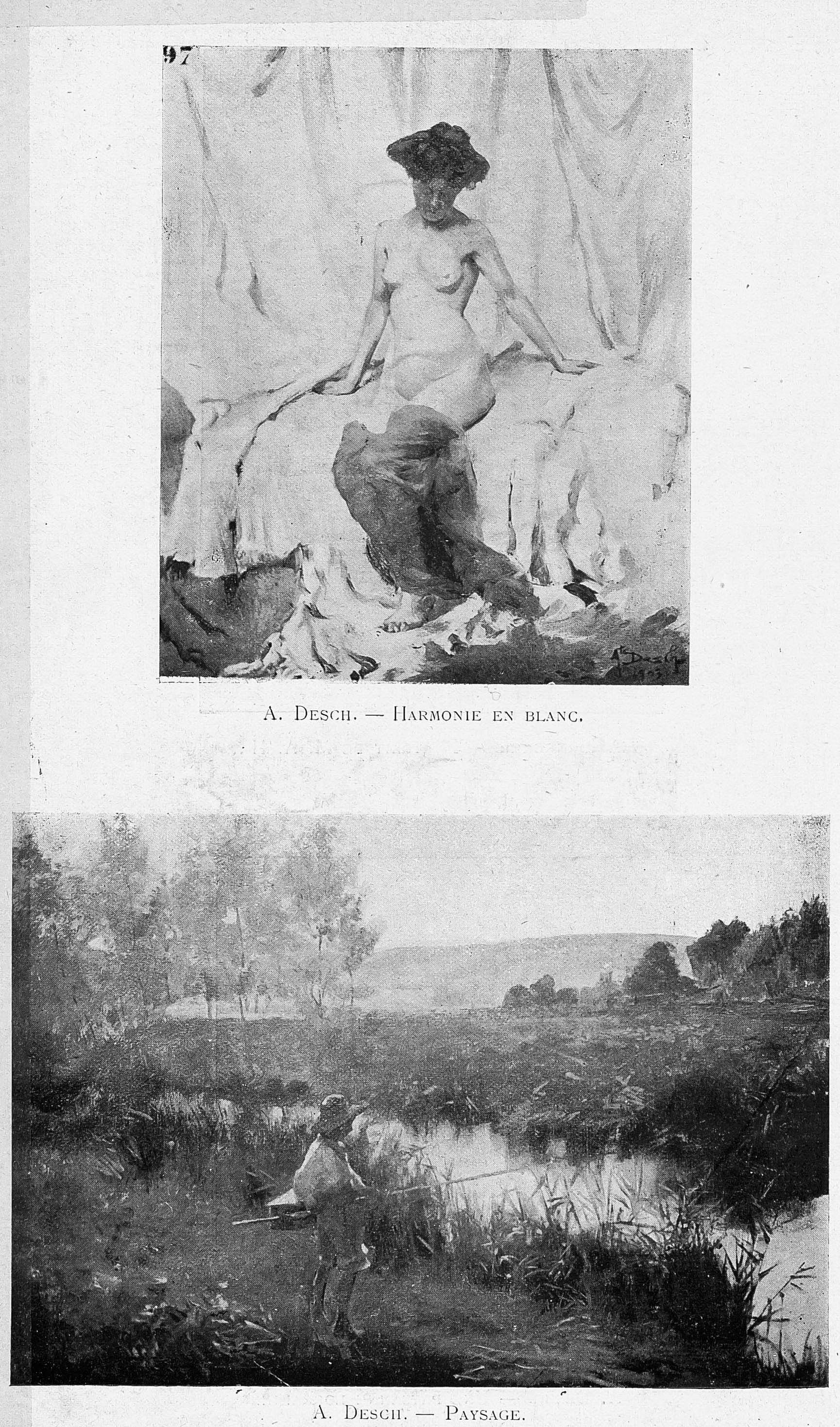
Harmonie en blanc et Paysage, tableaux photographiés pour La Lorraine artiste (1903).

- Galerie Georges Petit, Paris, vers 1911.

### Expositions collectives
- Salon de Nancy, à partir de 1896.
- Salon des artistes français, sociétaire en 1901.
- Exposition universelle de 1915, San Francisco.
- Impressionnisme en Lorraine, musée des Beaux-Arts de Nancy, 1975.

### Vente publique
- L'art et la femme, vente de tableaux comprenant un ensemble de 117 œuvres provenant de l'atelier d'Auguste Desch, Joël Millon et Claude Robert, commissaires-priseurs, Paris, hôtel Drouot, 28 avril 1994.

## Réception critique
- « Le coloris de Decsh ! Quelle merveille de puissance, de finesse et de variété ! J'ai vu des études de paysage à l'encre de Chine où l'imagination de Desch m'a fait souvenir des dessins de Victor Hugo. J'ai vu tout un monde et que Desch est un artiste aussi fécond que subtil. » - Pol Simon[10]
- « Des ébauches très colorées, presque fauves, des pastels qui font songer à Toulouse-Lautrec. Un thème central et abondamment décliné : la vie quotidienne et familiale. » - Gérald Schurr[11]

## Collections publiques
- Épinal, musée départemental des Vosges : Le Ponton, huile sur toile.
- Nancy :
  - musée des Beaux-Arts :
    - Mère et enfant, huile sur toile ;
    - Plages, huile sur toile.

  - musée de l'École de Nancy : Préparatifs de bal, pastel.
- Fonds national d'art contemporain, Puteaux :
  - Après-midi d'octobre, dessin 30x22cm, 1905[12].
  - L'enfant à la crinoline, dessin 33x30cm, 1909[13].
  - L'enfant à la crinoline, huile sur toile, 1909 (en dépôt à l'ambassade de France à Athènes)[14].
- Rouen, musée des Beaux-Arts : Après-midi d'octobre, huile sur toile, 1905.